# 2018년 벤쿠버 국제 영화제
제37회 벤쿠버 국제 영화제는 2018년 9월 27일에 열린 시상식이다.

## 수상 및 후보

### 씨 투 스카이상
- 브로큰 버니 - 메레디스 하마-브라운 수상

### 씨 투 스카이상 특별언급
- 앤썸 - 로빈 헤이즈 수상

### 캐나다 장편상
- 엣지 오브 더 나이프 - 그와이 에덴쇼 외 1명 수상

### 캐나다 단편상
- 야수 - 제레미 콩트 수상

### 캐나다 장편상 특별언급
- 제네시스 - 필리프 르사주 수상
- 그리즐리스 - 미란다 드 펜시어 수상

### 캐나다 신인감독상
- 웬 더 스톰 페이즈 - 숀 데브린 수상

### 캐나다 신인감독상 특별언급
- M/M - 드류 린트 수상

### 캐나다 단편 신인감독상
- 엑시트 - 클레어 에드몬슨 수상

### 캐나다 다큐멘터리상
- 더 뮤지엄 오브 포가튼 트라이엄프스 - 보잔 보드루직 수상

### 캐나다 다큐멘터리상 특별언급
- 시스터스 송 - 데이너에 엘론 수상

### 캐나다영화인기상
- 엣지 오브 더 나이프 - 그와이 에덴쇼 수상

### 슈퍼 채널 관객상
- 파인딩 빅 컨츄리 - 캐슬린 제이미 수상

### 다큐멘터리인기상
- 배쓰텁스 오버 브로드웨이 - 다바 위스넌트 수상

### 국제영화인기상
- 어느 가족 - 고레에다 히로카즈 수상

### VIFF 임팩트 상
- 더 데빌 위 노우 - 스테파니 소크틱 수상

### 머스트씨 BC상
- 파인딩 빅 컨츄리 - 캐슬린 제이미 수상

### BC 작품상
- 엣지 오브 더 나이프 - 그와이 에덴쇼 외 1명 수상

### BC 신인감독상
- 프릭스 - 잭 리포브스키 외 1명 수상

### 베스트 BC 단편 영화 상
- 더 던 컴스 - 아만다 스트롱 수상

### 컨템포러리 월드 시네마
- 3개의 얼굴들 - 자파르 파나히
- 올 굿 - 에바 트로비슈
- 아마추어 - 가브리엘라 피츨러
- 베어풋 - 얀 스베락
- 아스트리드 린드그렌 되기 - 페르닐레 피셔 크리스텐센
- 벨 칸토 - 폴 웨이츠
- 벤 이즈 백 - 피터 헤지스
- 길 위의 새들 - 치로 구에라 외 1명
- 가버나움 - 나딘 라바키
- 카르멘 & 롤라 - 아란트자 이케베리아
- 더 데드 앤드 더 아더스 - 주앙 살라비자 외 1명
- 디어 썬 - 모하메드 벤 아티아
- 디아만티노 - 가브리엘 아브란테스 외 1명
- 다이앤 - 켄트 존스
- 디온 아프리카 - 조앙 밀러 구에라 외 1명
- 도블라토프 - 알렉세이 게르만 주니어
- 드레사지 - 푸야 바드쿠베
- 푸가 - 아그네즈카 스모친스카
- 가든 스토어: 패밀리 - 얀 흐르베이크
- 더 길티 - 구스타브 몰러
- 해트릭 - 람틴 라바피포
- 상속녀 - 마르셀로 마르티네시
- 헨디 앤 호르모즈 - 아바스 아미니
- 홀리데이 - 이사벨라 에클로프
- 인 마이 룸 - 율리히 쿨러
- 인 디 아일 - 토머스 스터버
- 어둠 속에서 - 디페쉬 자인
- 조나단 - 빌 올리버
- 라스트 썸머 - 레오나르도 구에라 세라그놀리
- 레토 - 키릴 세레브렌니코프
- 리퀴드 트루스 - 캐롤리나 자보르
- 더 로드 - 오그젠 글라보닉
- 얼굴 - 마우고시카 슈모프스카
- 노 원 윌 에버 노우 - 지저스 토레스 토레스
- 패트리머니 - 이리 베데렉
- 페트라 - 하이메 로살레스
- 피티 - 바비스 마크리디스
- 사라와 살림에 관한 보고서 - 무아야드 알라얀
- 소년범의 일기 - 위르실라 메이에
- 나의 이름, 마티유 - 리오넬 바이에르
- Sirius - 프레더릭 메르무드
- The Valley - 장 스테판 브롱
- 서 - 로헤나 게라
- 더 스내치 씨프 - 아구스틴 토스카노
- 스틱스 - 울프강 피셔
- 통행증 - 크리스티안 펫졸드
- 볼케이노 - 로먼 본다르추크
- 왓 데이 해드 - 엘리자베스 촘코
- 야생 배나무 - 누리 빌게 제일란
- 윈터 플라이즈 - 올모 오메르주
- 어느 여자의 전쟁 - 베네딕트 얼링슨
- 워킹 우먼 - 미셀 아비아드
- 요메드딘 - A.B. 샤키
- 아가 - 밀코 라자로브

### BC 스포트라이트
- 앤썸 - 로빈 헤이즈
- 귀여운 여인 - 이승엽
- 엣지 오브 더 나이프 - 그와이 에덴쇼 외 1명
- 파인딩 빅 컨츄리 - 캐슬린 제이미
- 프릭스 - 잭 리포브스키 외 1명
- 인 더 밸리 오브 와일드 호시스 - 트레버 맥 외 1명
- 킹스웨이 - 브루스 스위니
- N.O.N. - 제블런 장
- Picking Up the Pieces: The Making of the Witness Blanket - Cody Graham 외 1명
- 디스 마운틴 라이프 - 그랜트 볼드윈
- 웬 더 스톰 페이즈 - 숀 데브린

### 트루 노스
- 앤티 미스 오조스 - 로드리게즈 리나
- 안트로포센: 더 휴먼 에포크 - 제니퍼 베이치월 외 2명
- 베튠: 더 메이킹 오브 어 히어로 - 필립 보소스
- 클라라 - 아카시 셔먼
- 에브리씽 아웃사이드 - 데이비드 핀레이
- 더 파 쇼어 - 데이비드 유로스
- 파우스트 - 안드레아 부스만
- 파이어크래커스 - 자스민 모자파리
- 포트리스 - 마리암 찰스
- 제네시스 - 필리프 르사주
- 작은 거인들 - 키스 베어맨
- 그리즐리스 - 미란다 드 펜시어
- 홀리 엔젤스 - 제이 카디널 빌뇌브
- 벌새 프로젝트 - 킴 누옌
- 망고쉐이크 - 테리 치우
- M/M - 드류 린트
- 마우스피스 - 패트리샤 로제마
- 더 뉴 로맨틱 - 칼리 스톤
- 콰이어트 킬링 - 킴 오봄사윈
- 로즈 인 페브러리 - 캐서린 예르코비츠
- 샤크워터 익스팅션 - 롭 스튜어트
- 시스터스 송 - 데이너에 엘론
- 송 오브 어 시어 - 아이아 메르그-투쉐
- 스파이스 잇 업 - 레프 루이스 외 2명
- 스플린터스 - 톰 피츠제럴드
- 더 스톤 스피커스 - 이고르 드랴차
- 쓰리 아틀라스 - 마리암 찰스
- 쓰루 블랙 스프루스 - 돈 맥켈러
- 빌 뇌브 - 펠릭스 뒤포 라페리에르
- 웨이팅 포 에이프릴 - 올리비에 고딘
- 왓 이즈 데모크라시? - 아스트라 테일러
- 왈라의 선택 - 크리스티 갈랜드
- Where - 소피아 보다노위즈
- The Soft Space - 소피아 보다노위즈 외 1명
- Roy Thomson - 소피아 보다노위즈

### 주목! 프랑스
- 앳 워 - 스테판 브리제
- Coincoin and the Extra-Humans - 브루노 뒤몽
- 이미지 북 - 장 뤽 고다르
- 킵 언 아이 아웃 - 미스터 와조
- 메모얼 오브 페인 - 엠마뉴엘 핑키엘
- 어 파리스 에듀케이션 - 장 폴 시베락
- 기도하는 소년 - 세드릭 칸
- 세라자드 - 장 베르나르 마린
- 쏘리 엔젤 - 크리스토프 오노레

### VIFF 임팩트
- 센트럴 에어포트 THF - 카림 아이누즈
- 크리스 더 스위스 - 안자 코프멜
- 쿠반 푸드 스토리즈 - 아소리 소토
- 던랜드 - 아담 마조 외 1명
- 더 데빌 위 노우 - 스테파니 소크틱
- 멀리 개 짖는 소리가 들리고 - 시몬 레렝 빌몽
- 그랑블루: 자크 마욜의 삶 - 레프테리스 차리토스
- 드리밍 언더 캐피탈리즘 - 소피 브루노
- 워싱 소사이어티 - 리지 올레스커 외 1명
- 엘도라도 - 마르쿠스 임후프
- 디 아이즈 오브 오손 웰즈 - 마크 코신스
- 더 이미지 유 미스드 - 도날 포먼
- 인 마이 룸 - 아옐렛 알벤다
- 인사이드 마이 하트 - 데브라 캘르너
- 이옝거: 더 맨, 요가, 앤 더 스튜던츠 저니 - 제이크 클레넬
- 존 매켄로, 완벽의 제국 - 줄리앙 파롯
- 더 로스트 시티 오브 더 몽키 갓 - 빌 베넨슨
- 오슬로 다이어리 - 몰 루시 외 1명
- 빅토리아 피아차 - 아벨 페라라
- 푸틴즈 위트니스 - 비탈리 만스키
- 사무니 로드 - 스테파노 사보나
- 더 세렝게티 룰스 - 니콜라스 브라운
- 셔커스 - 산디 탄
- 타인의 침묵 - 알무데나 카라세도 외 1명
- 전쟁을 연기하다 - 로라 아리아스
- 왓 컴스 어라운드 - 림 살레
- 와인 콜링 - 브루노 사우바드

### M/A/D
- 배쓰텁스 오버 브로드웨이 - 다바 위스넌트
- 베르히만 - 어 이어 인 어 라이프 - 얀 망누손
- 블루 노트 레코드: 비욘드 더 노트 - 소피 허버
- 카민 스트리트 기타 - 론 만
- 게리 위노그랜드: 올 씽즈 아 포토그래퍼블 - 사샤 워터스 프레이어
- 임풀소 - 에밀리오 벨몬테
- 자밀라 - 아미나투 에샤르
- 더 그랜드 볼 - 레티시아 카르통
- 더 맨 후 스톨 뱅크시 - 마르코 프로세르피오
- 마리아 칼라스: 세기의 디바 - 톰 볼프
- 마탕기 / 마야 / 엠.아이.에이. - 스티븐 러브릿지
- F. 퍼시 스미스의 세계 - 스튜어트 A. 스테이플스
- 오 호라이즌 - 더 오톨리스 그룹
- 모든 것의 가치 - 나다니엘 칸
- 프로포즈 - 질 마지드
- 스튜디오 54 - 맷 타이노어
- 유나이티드 스케이트 - 다이아나 윙클러 외 1명
- 휘슬블로워 오브 마이 라이 - 코니 필드
- 옐로우 이즈 포비든 - 피에트라 브렛켈리

### 알터드 스테이츠
- 캐터필러플라스티 - 데이비드 바로우-크렐리나
- 클라이맥스 - 가스파 노에
- 살인마 잭의 집 - 라스 폰 트리에
- 레벨 16 - 데니시카 에스텔하지
- 메가 타임 스쿼드 - 팀 반 다멘
- 카메라를 멈추면 안 돼! - 우에다 신이치로
- 페럴렐 - 아이작 에즈반
- 프로필 - 티무르 베크맘베토브
- 릴렉서 - 조엘 포트리쿠스
- 언더 더 실버 레이크 - 데이빗 로버트 미첼

### 단편 부문
- 7A - 재커리 러셀
- 에이커스 - 레베카 러브
- 더 바인딩 - 댄 브론펠드
- 애니멀 비헤비어 - 데이비드 파인 외 1명
- Anointed - Dan Lin
- 아쿠아리움 - 로렌조 푼토니
- 더 비틀 앳 더 엔드 오브 더 스트리트 - 호안 비베스
- Best Friends Read the Same Books - 매튜 테일러 블라이스
- 더 던 컴스 - 아만다 스트롱
- 바디스 - 로라 나지
- Boy Saint - Tom Speers
- 브로큰 버니 - 메레디스 하마-브라운
- 센츄리 - 레비 홀웰 외 1명
- 커밍 오브 에이지 - 더그 톰포스
- Danger Signs - Emmanuelle Lacombe
- 던 - 요른 스릴펄
- A Dreaming House - Devin Shears
- 엘리 - 콜린 제라드
- 앙코르 - 코너 가스톤 외 1명
- 엑시트 - 클레어 에드몬슨
- 엑시트 톨 - 무함마드 나자리안 다리아니
- 야수 - 제레미 콩트
- 퍼스트 제너레이션 - 지니 응우옌
- 프롬 어크로스 더 스트리트 앤 쓰루 투 셋츠 오브 윈도우즈 - 스티븐 맥카시
- 제리 - 빅토리아 홀업 외 1명
- 걸 온 어 버스 - 매튜 B. 슈미트
- 글리터 와일드 우먼 - 로니
- 그린 - 수잔 앤드류스 코레아
- 거츠 - 나노 크로우
- 하드 러비시 - 스테판 패커
- 하우스 - 조셉 아멘타
- 헤이즐 아일 - 제시카 존슨
- 하이 아이 니드 투 비 러브드 - 마니 엘렌 헤르츨러
- 홀 - 젬마 골렛스키
- 더 힘스 오브 모스코비 - 디미트리 벤코프
- 인 루시아스 스킨 - 마이라 에르모실로 외 1명
- 줄리오 이글레시아스 하우스 - 나탈리아 마린
- 라 카토그래프 - 나단 더글라스
- LHB - 샤를로트 프로저
- 더 라이트 리프랙트 인투 더 쉐도우즈 - 성 수안 예
- 로레타스 플라워 - 브랜든 프로스트
- 더 로스트 헤드 & 더 버드 - 소흐랍 후라
- 더 루어 오브 더 딥 - 라리사 코리보
- 마할리아 멜츠 인 더 레인 - 에밀리 매너링 외 1명
- Mamartuile - 알레한드로 사오비치
- 라모나 - 알바로 가고 디아즈
- 메디컬 드라마 - 소피에 자비스
- 미노 비마디지윈 - 셰인 맥사비
- 마이 라이프 이즈 어 조크 - 첼시 맥멀란 외 1명
- 오픈 하우스 - 필립 아세토
- 오픈 유어 아이즈 - 일레이 메보라치
- 패덕 - 미셀 캔딘스키
- 파세오 - 매튜 한냄
- 패스워드: 파자라 - 세브린 사주 외 1명
- 프라운 - 앤드류 길링햄
- 프레셔스 - 모하메드 하마드
- 펌킨 무비 - 소피 롬바리
- 더 레이서 - 알렉스 해론
- 더 레어 이벤트 - 벤 리버스 외 1명
- 어 룸 위드 어 코코넛 뷰 - 툴라프 샌자로앤
- 씬 프롬 어보브 - 패트릭 브룩스
- 쉐도우 애니멀즈 - 제리 카를손
- 스케이츠 - 매델린 맥케나
- 소서레스 - 맥스 블루스틴
- 더 서브젝트 - 패트릭 보우차드
- 테오 & 셀레스테 - 한나 도허티
- 티타늄 - 고크세 에르뎀
- 트레인 호퍼 - 아멜리에 하디
- 트로피 보이 - 엠리스 쿠퍼
- 터빈 - 알렉스 보야
- 언더 더 바이어덕트 - 놈 리
- 언어씽. 인 컨버세이션 - 벨린다 카제엠 카민스키
- 디 어지 투 런 어 랩 - 레슬리 록시 찬
- 베슬레모이스 송 - 소피아 보다노위즈
- 더 화이트 엘리펀트 - 슈르크 하브
- 우먼 인 스톨 - 마들렌 심즈-퓨어
- 예스터데이 오어 더 데이 비포 - 휴고 샌즈
- 유 돈트 노 미 - 로드리고 셀로스

### 모즈
- 하이 아이 니드 투 비 러브드 - 마니 엘렌 헤르츨러
- 더 힘스 오브 모스코비 - 디미트리 벤코프
- 줄리오 이글레시아스 하우스 - 나탈리아 마린
- LHB - 샤를로트 프로저
- 더 로스트 헤드 & 더 버드 - 소흐랍 후라
- 더 레어 이벤트 - 벤 리버스
- 어 룸 위드 어 코코넛 뷰 - 툴라프 샌자로앤
- 언어씽. 인 컨버세이션 - 벨린다 카제엠 카민스키
- 더 화이트 엘리펀트 - 슈르크 하브

### 포커스 온 이탈리아
- 도터 오브 마인 - 라우라 비스푸리
- 도그맨 - 마테오 가로네
- 유포리아 - 발레리아 골리노
- 행복한 라짜로 - 알리체 로르와커
- 러브 앤 블렛 - 마르코 마네티 외 1명
- 여자라는 이름으로 - 마르코 툴리오 지오다나
- 빅토리아 피아차 - 아벨 페라라
- 시칠리안 고스트 스토리 - 파비오 그라사도니아 외 1명

### 뱅가드
- 커뮤니언 로스앤젤레스 - 피터 보 라프먼드 외 1명
- 더 그랜드 비자르 - 조디 맥
- 인트로투치오네 알오스쿠로 - 가스통 솔니츠키
- 라 플로어 - 마리아노 지나스
- 남겨진 노트 - 리키 드암브로스
- Quantification Trilogy - Jeremy Shaw
- 레이 & 리즈 - 리차드 빌링햄
- 왓 유 고나 두 웬 더 월즈 온 파이어? - 로베르토 미네르비니

### 게이트웨이
- 14개의 사과 - 미디 지
- 아랍강색 - 송태가
- 아사코 I&II - 하마구치 류스케
- 애쉬 - 지아장커
- 버닝 - 이창동
- 코끼리는 그 곳에 있다 - 후 보
- 가족여행 - 잉량
- 파더 투 선 - 샤오 야 췐
- 행복하길 바라 - 양 밍밍
- 풀잎들 - 홍상수
- 잇츠 보링 히어, 픽 미 업 - 히로키 류이치
- 진파 - 완마 차이단
- 랜드 이매진 - 여 시우 후아
- 지구 최후의 밤 - 비간
- 러쉬 리즈 - 양이슈
- 만타 레이 - 푸티퐁 아룬펜
- 소공녀 - 전고운
- 미래의 미라이 - 호소다 마모루
- 모리가 있는 곳 - 오키타 슈이치
- 너버스 트랜슬레이션 - 시린 세노
- No. 1 충 잉 스트리트 - 조숭기
- 피플스 리퍼블릭 오브 디자이어 - 하오 위
- 여배우는 오늘도 - 문소리
- 양의 나무 - 요시다 다이하치
- 보이는 것과 보이지 않는 것 - 카밀라 안디니
- 세번째 부인 - 에쉬 메이페어
- 왕드락스 레인 부츠 - 라팔 걀

### 픽셀
- 어나더 데이 오브 라이프 - 다미안 네노프 외 1명
- 카를로타스 페이스 - 발렌틴 리들 외 1명
- 루벤 브란트, 콜렉터 - 밀로라드 크르스틱
- 세이더-마조히즘 - 니나 페일리
- 바이러스 트로피컬 - 산티아고 카이세도
- 늑대의 집 - 크리스토발 레온

### 필름 포 유스
- 아마추어 - 가브리엘라 피츨러
- 바디스 - 로라 나지
- 달라스 바이어스 클럽 - 장 마크 발레
- 드레사지 - 푸야 바드쿠베
- 엣지 오브 더 나이프 - 그와이 에덴쇼 외 1명
- 파인딩 빅 컨츄리 - 캐슬린 제이미
- 퍼스트 제너레이션 - 애덤 팬더슨 외 1명
- 제네시스 - 필리프 르사주
- 작은 거인들 - 키스 베어맨
- 그리즐리스 - 미란다 드 펜시어
- 하드 러비시 - 스테판 패커
- 인 마이 룸 - 아옐렛 알벤다
- 미래의 미라이 - 호소다 마모루
- 기도하는 소년 - 세드릭 칸
- 사이언스 페어 - 크리스티나 코스탄티니 외 1명
- 셔커스 - 산디 탄
- 유나이티드 스케이트 - 다이아나 윙클러 외 1명
- 바이러스 트로피컬 - 산티아고 카이세도
- 왕드락스 레인 부츠 - 라팔 걀
- 왓 이즈 데모크라시? - 아스트라 테일러
- 왈라의 선택 - 크리스티 갈랜드
- 웬 더 스톰 페이즈 - 숀 데브린
- 윈터 플라이즈 - 올모 오메르주